# کودای‌ئین

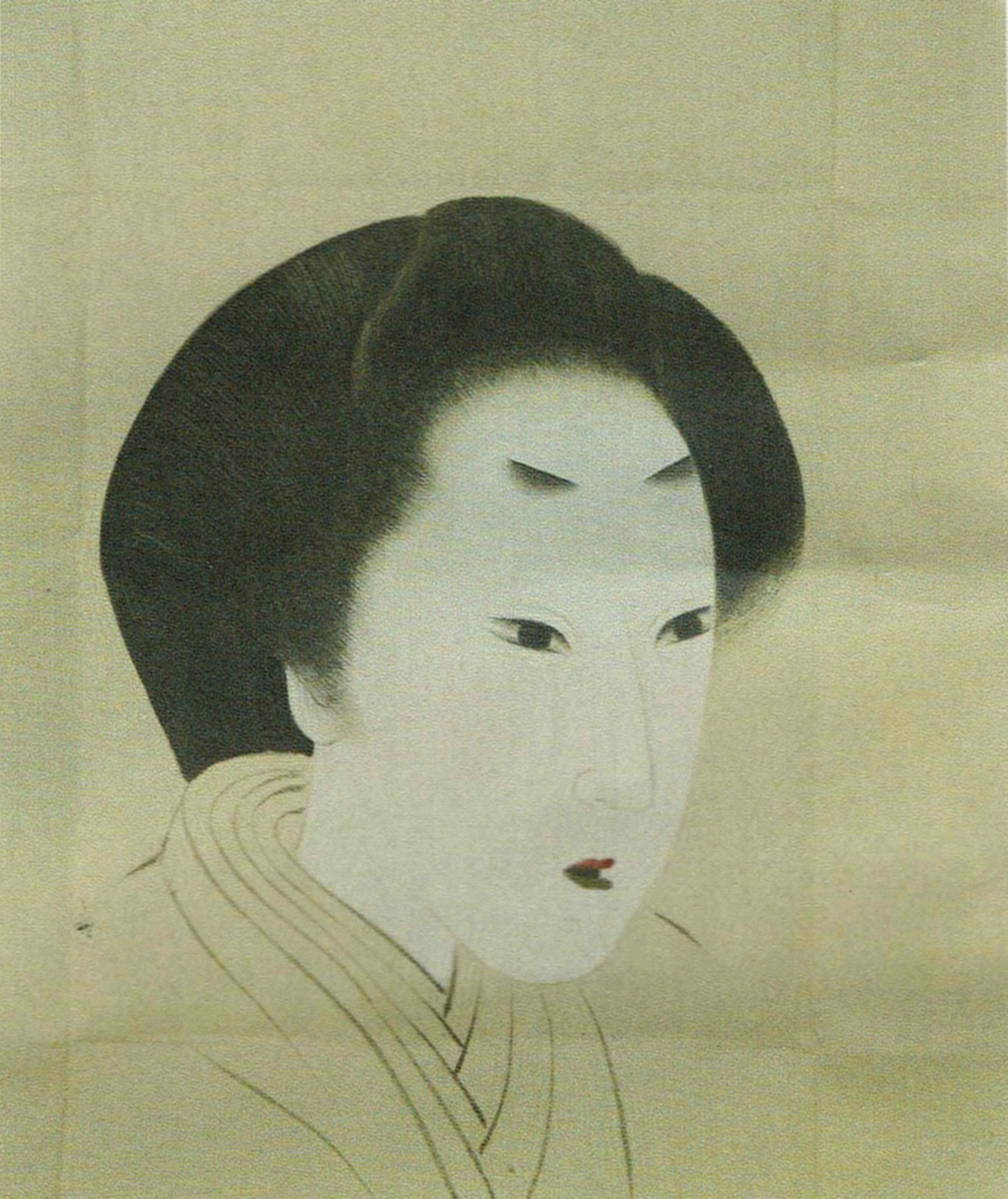

کودای‌ئین (به ژاپنی: 広大院 こうだいいん)، نام کودکی نی هیمه (寧姫)؛ (تولد ۱۷۷۳ – مرگ ۱۸۴۴ میلادی)، یک زن در دوره ادو، زن اصلی (سی‌شیتسو) یا میدای‌دوکورو شوگون یازدهم توکوگاوا ایه‌هارو بود.
او دختر شیمازو شیگه‌هیده هشتمین ارباب قلمرو ساتسوما بود.